# 1986-os junior atlétikai világbajnokság
Az 1986-os junior atlétikai világbajnokság volt az első junior vb. 1986. július 16-tól július 20-ig rendezték a görögországi Athénben.

## Eredmények

### Férfiak
| Versenyszám       | Arany                                                              | Arany    | Ezüst                                                                        | Ezüst    | Bronz                                                                                    | Bronz    |
| ----------------- | ------------------------------------------------------------------ | -------- | ---------------------------------------------------------------------------- | -------- | ---------------------------------------------------------------------------------------- | -------- |
| 100 m             | Derrick Florence · USA                                             | 10.17    | Stanley Kerr · USA                                                           | 10.23    | Jamie Henderson · GBR                                                                    | 10.34    |
| 200 m             | Stanley Kerr · USA                                                 | 20.74    | Derrick Florence · USA                                                       | 21.12    | Steve McBain · AUS                                                                       | 21.21    |
| 400 m             | Miles Murphy · AUS                                                 | 45.64    | Roberto Hernández · CUB                                                      | 45.64    | Edgar Itt · FRG                                                                          | 45.72    |
| 800 m             | David Sharpe · GBR                                                 | 1:48.32  | Manuel Balmaceda · CHI                                                       | 1:48.91  | Andrey Sudnik · URS                                                                      | 1:48.93  |
| 1500 m            | Wilfred Kirochi · KEN                                              | 3:44.62  | Peter Rono · KEN                                                             | 3:45.62  | Johan Boakes · GBR                                                                       | 3:45.80  |
| 5000 m            | Peter Chumba · KEN                                                 | 13:55.25 | Alejandro Gómez · ESP                                                        | 13:55.94 | Feyisa Melese · ETH                                                                      | 13:56.45 |
| 10 000 m          | Peter Chumba · KEN                                                 | 28:44.00 | Juma Munyampanda · TAN                                                       | 28:45.14 | Debebe Demisse · ETH                                                                     | 28:49.09 |
| 20 km utcai futás | Tadesse Gebre · ETH                                                | 1:02:32  | Juma Munyampanda · TAN                                                       | 1:01:45  | Negash Dube · KEN                                                                        | 1:04:23  |
| 110 m gát         | Colin Jackson · GBR                                                | 13.44    | Jon Ridgeon · GBR                                                            | 13.91    | Emilio Valle · CUB                                                                       | 14.00    |
| 400 m gát         | Emilio Valle · CUB                                                 | 50.02    | Hiroshi Kakimori · JPN                                                       | 50.09    | Pascal Maran · FRA                                                                       | 50.39    |
| 2000 m akadály    | Jon Azkueta · ESP                                                  | 5:28.56  | Johnstone Kipkoech · KEN                                                     | 5:29.56  | Jens Volkmann · FRG                                                                      | 5:29.60  |
| 10000 m gyaloglás | Mikhail Shchennikov · URS                                          | 40:38.01 | Salvatore Cacia · ITA                                                        | 40:40.73 | Ricardo Pueyo · ESP                                                                      | 40:41.05 |
| 4 × 100 m         | GBR · Jamie Henderson · Phil Goedluck · David Kirton · Jon Ridgeon | 39.80    | FRG · Matthias Schlicht · Frank Kobor · Oliver Schmidt · Ingo Todt           | 39.81    | Lengyelország · Jarosław Kaniecki · Tomasz Jędrusik · Jacek Konopka · Marek Parjaszewski | 39.98    |
| 4 × 400 m         | USA · Clifton Campbell · Chip Rish · Percy Waddle · William Reed   | 3:01.90  | Kuba · Luis Cadogan · Eulogio Mordoche · Ramiro González · Roberto Hernández | 3:04.22  | Jamaica · Anthony Christie · Thomas Mason · Howard Davis · Lyndale Patterson             | 3:05.16  |
| magasugrás        | Javier Sotomayor · CUB                                             | 2.25     | Hollis Conway · USA                                                          | 2.22     | Thomas Müller · GDR                                                                      | 2.22     |
| rúdugrás          | Igor Potapovich · URS                                              | 5.50     | Delko Lesev · BUL                                                            | 5.40     | Mike Thiede · GDR                                                                        | 5.30     |
| távolugrás        | Dietmar Haaf · GDR                                                 | 7.93     | Ivo Krsek · TCH                                                              | 7.87     | Thomas Wolf · GDR                                                                        | 7.77     |
| hármasugrás       | Igor Parygin · URS                                                 | 16.97    | Zdravko Dimitrov · BUL                                                       | 16.13    | Du Benghong · CHN                                                                        | 16.00    |
| súlylökés         | Aleksejs Lukašenko · URS                                           | 18.90    | Vyacheslav Lykho · URS                                                       | 18.71    | Radoslav Despotov · BUL                                                                  | 18.17    |
| diszkoszvetés     | Vasil Baklarov · BUL                                               | 60.60    | Werner Reiterer · AUS                                                        | 58.64    | Vasiliy Kaptyukh · URS                                                                   | 58.22    |
| gerelyhajítás     | Vladimir Sasimovich · URS                                          | 78.84    | Mark Roberson · GBR                                                          | 74.24    | Gavin Lovegrove · NZL                                                                    | 74.22    |
| kalapácsvetés     | Vitaliy Alisevich · URS                                            | 72.00    | Valeriy Gubkin · URS                                                         | 71.78    | Sabin Khristov · BUL                                                                     | 68.96    |
| tízpróba          | Petri Keskitalo · FIN                                              | 7623     | Mike Smith · CAN                                                             | 7523     | Nikolay Zayats · URS                                                                     | 7509     |

### Nők
| Versenyszám      | Arany                                                                     | Arany    | Ezüst                                                                   | Ezüst    | Bronz                                                                                    | Bronz    |
| ---------------- | ------------------------------------------------------------------------- | -------- | ----------------------------------------------------------------------- | -------- | ---------------------------------------------------------------------------------------- | -------- |
| 100 m            | Tina Iheagwam · NGR                                                       | 11.34    | Caryl Smith · USA                                                       | 11.46    | Maicel Malone · USA                                                                      | 11.49    |
| 200 m            | Falilat Ogunkoya · NGR                                                    | 23.11    | Mary Onyali · NGR                                                       | 23.30    | Katrin Krabbe · GDR                                                                      | 23.31    |
| 400 m            | Susann Sieger · GDR                                                       | 52.02    | Olga Pesnopevtseva · URS                                                | 52.17    | Sandie Richards · JAM                                                                    | 52.23    |
| 800 m            | Selina Chirchir · KEN                                                     | 2:01.40  | Gabriela Sedláková · TCH                                                | 2:01.49  | Adriana Dumitru · ROM                                                                    | 2:01.93  |
| 1500 m           | Ana Padurean · ROM                                                        | 4:14.63  | Selina Chirchir · KEN                                                   | 4:15.59  | Snežana Pajkic · YUG                                                                     | 4:16.03  |
| 3000 m           | Cleopatra Palacian · ROM                                                  | 9:02.91  | Philippa Mason · GBR                                                    | 9:03.35  | Dorina Calenic · ROM                                                                     | 9:06.94  |
| 10 000 m         | Katrin Kley · GDR                                                         | 33:19.67 | Nora Maraga · KEN                                                       | 33:57.99 | Marleen Renders · BEL                                                                    | 33:59.36 |
| 100 m gát        | Heike Tillack · GDR                                                       | 13.10    | Aliuska López · CUB                                                     | 13.14    | Tanya Davis · USA                                                                        | 13.46    |
| 400 m gát        | Claudia Bartl · GDR                                                       | 56.76    | Kellie Roberts · USA                                                    | 56.80    | Svetlana Lukashevich · URS                                                               | 57.92    |
| 5000 m gyaloglás | Wang Yan · CHN                                                            | 22:03.65 | Natalya Zykova · URS                                                    | 22:17.76 | Jin Bingjie · CHN                                                                        | 22:17.83 |
| 4 × 100 m        | USA · Carlette Guidry · Caryl Smith · Denise Liles · Maicel Malone        | 43.78    | GDR · Ina Morgenstern · Katrin Krabbe · Britta Beisbier · Heike Tillack | 43.97    | NGA · Tina Iheagwam · Caroline Nwajei · Falilat Ogunkoya · Mary Onyali                   | 44.13    |
| 4 × 400 m        | USA · Gisele Harris · Kandice Princhett · Tasha Downing · Janeene Vickers | 3:30.45  | GDR · Heike Böckmann · Claudia Bartl · Katja Prochnow · Susanne Sieger  | 3:30.90  | URS · Svetlana Lukashevich · Marina Khripankova · Tatyana Chebykina · Olga Pesnopevtseva |          |
| magasugrás       | Karen Scholz · GDR                                                        | 1.92     | Galina Astafei · ROM                                                    | 1.90     | Yelena Obukhova · URS                                                                    | 1.88     |
| távolugrás       | Patricia Bille · GDR                                                      | 6.70     | Anu Kaljurand · URS                                                     | 6.46     | Tatyana Ter-Mesrobyan · URS                                                              | 6.39     |
| súlylökés        | Heike Rohrmann · GDR                                                      | 18.39    | Stephanie Storp · FRG                                                   | 18.20    | Ines Wittich · GDR                                                                       | 18.19    |
| diszkoszvetés    | Ilke Wyludda · GDR                                                        | 64.02    | Franka Dietzsch · GDR                                                   | 60.26    | Min Chunfeng · CHN                                                                       | 54.00    |
| gerelyhajítás    | Xiomara Rivero · CUB                                                      | 62.86    | Anja Reiter · GDR                                                       | 60.24    | Alexandra Beck · GDR                                                                     | 59.92    |
| hétpróba         | Svetla Dimitrova · BUL                                                    | 6041     | Marina Shcherbina · URS                                                 | 5953     | Anke Schmidt · GDR                                                                       | 5900     |

## Éremtáblázat
| Helyezés | Ország             | Arany | Ezüst | Bronz | Összesen |
| -------- | ------------------ | ----- | ----- | ----- | -------- |
| 1.       | NDK                | 9     | 4     | 7     | 20       |
| 2.       | Szovjetunió        | 6     | 6     | 7     | 19       |
| 3.       | Egyesült Államok   | 5     | 5     | 2     | 12       |
| 4.       | Kenya              | 4     | 4     | 1     | 9        |
| 5.       | Egyesült Királyság | 3     | 3     | 2     | 8        |
| 6.       | Kuba               | 3     | 3     | 1     | 7        |
| 7.       | Bulgária           | 2     | 2     | 2     | 6        |
| 8.       | Románia            | 2     | 1     | 2     | 5        |
| 9.       | Nigéria            | 2     | 1     | 1     | 4        |
| 10.      | Ausztrália         | 1     | 1     | 1     | 3        |
| 10.      | Spanyolország      | 1     | 1     | 1     | 3        |
| 12.      | Kína               | 1     | 0     | 3     | 4        |
| 13.      | Etiópia            | 1     | 0     | 2     | 3        |
| 14.      | Finnország         | 1     | 0     | 0     | 1        |
| 15.      | NSZK               | 0     | 2     | 2     | 4        |
| 16.      | Csehszlovákia      | 0     | 2     | 0     | 2        |
| 16.      | Tanzánia           | 0     | 2     | 0     | 2        |
| 18.      | Chile              | 0     | 1     | 0     | 1        |
| 18.      | Japán              | 0     | 1     | 0     | 1        |
| 18.      | Kanada             | 0     | 1     | 0     | 1        |
| 18.      | Olaszország        | 0     | 1     | 0     | 1        |
| 22.      | Jamaica            | 0     | 0     | 2     | 2        |
| 23.      | Belgium            | 0     | 0     | 1     | 1        |
| 23.      | Franciaország      | 0     | 0     | 1     | 1        |
| 23.      | Lengyelország      | 0     | 0     | 1     | 1        |
| 23.      | Jugoszlávia        | 0     | 0     | 1     | 1        |
| 23.      | Új-Zéland          | 0     | 0     | 1     | 1        |
| Összesen | Összesen           | 41    | 41    | 41    |          |